# 東浜 (与那原町)
東浜（あがりはま）は、沖縄県島尻郡与那原町の字名。郵便番号901-1304。

## 地理
中城湾に面し、通称中城湾港マリンタウンと呼ばれる人工島上に位置する。北で中頭郡西原町東崎、南東で板良敷、南から西で与那原と隣接する。陸側の一部に住宅地が造成されている。

## 歴史
1993年に中城湾港マリンタウンプロジェクトが発足し、埋め立てが始まる。

## 交通

### 道路・橋梁
- ゆめなり橋

## 施設
- マリンプラザあがり浜
- 与那古浜公園
- 沖縄県中城湾建設事務所
- 与那原町上下水道庁舎
- 沖縄県町村都市開発公社与那原支社東浜現地案内所
- 浄光寺東浜別院
- 沖縄女子短期大学